# 气团

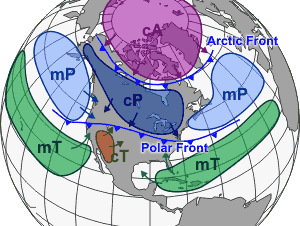
影響北美及其它大洲的不同氣團，由鋒面邊界所分開。

气团（Air Mass）是在气象学中指温度和湿度在水平分布比较均匀的大範围空气团。氣團的範圍會到上百到上千公里，而且會影響下層空氣的特性。
氣團會依照其緯度以及來自大陸地區或是海洋地區來分類。較冷的氣團會稱為極地氣團，較暖的氣團會稱為熱帶氣團。大陸性氣團是乾燥的氣團，而海洋性氣團是濕潤的氣團。不同密度（溫度及濕度）的氣團之間會有鋒面隔開。在氣團移動時，其特性也會受到下方植被以及水體所影響。氣團的分類方案會根據其特性以及變化而分類。

## 分类

全球性氣團。

### 地理分类
- 冰洋气团（包括北极气团和南极气团）
- 极地气团（包括极地大陆气团和极地海洋气团）
- 热带气团（包括热带大陆气团和热带海洋气团）
- 赤道气团

### 热力分类
- 暖气团
- 冷气团